# Вашингтон Ортуньо
Вашингтон Ортуньо (на испански: Washington Ortuño) е уругвайски футболист, полузащитник.

## Кариера
Ортуньо е един от най-талантливите млади играчи на Уругвай в края на 40-те години на ХХ век - началото на 50-те години на миналия век. Заедно с клуба си Пенярол 2 пъти става шампион на Уругвай - през 1949 и 1951 г. На 9 октомври 1949 г. взима участие в известния мач, който получава името La Fuga, в който, когато резултатът е 2:0 в полза на Пенярол, на Насионал Монтевидео са отстранени двама играчи (за твърда и нападение срещу арбитър). Насионал отказва да излезе за втората половина на мача, а играчите на Пенярол правят обиколка на честта, което означава чиста титла този сезон.
Повечето от играчите на La Máquina del 49, Пенярол съставляват гръбнака на националния отбор на Уругвай, който става световен шампион година по-късно. На Мондиал 1950, 22-годишният Ортуньо е включен в състава на Уругвай, като не играе нито 1 мач, но също така става световен шампион.
Завършва кариерата си през 1951 г. поради злополука – инцидент. Той се опитва неуспешно да възобнови кариерата си през 1954 г.

## Отличия

### Отборни
Пенярол
- Примера дивисион де Уругвай: 1949, 1951

### Международни
Уругвай
- Световно първенство по футбол: 1950